# Біла Хорватія
Велика Хорватія, або Бі́ла Хорва́тія (хорв. Bijela Hrvatska, Velika Hrvatska, Stara Hrvatska, лат. Chrobatia) — прадавня батьківщина хорватів та українців, історична територія, яку населяли білі хорвати. За свідченням візантійського імператора Костянтина Багрянородного («Про управління імперією»), Велика Хорватія (яку також називають Білою) існувала в Закарпатті у верхів'ї Вісли. Біла Хорватія згадується в «Літописі попа Дуклянина» (хорв. Ljetopis popa Dukljanina) і творах інших письменників, які іноді використовують цю назву і для Приморської Хорватії. Наймення пояснюється хорватською традицією позначення сторін світу: біла — значить на півночі або на заході (на противагу Червоній Хорватії на сході чи на півдні). Її ймовірне розміщення в Карпатах підтверджує і ім'я народу (білі хорвати), яке до XI століття згадується біля верхньої Вісли з осередком у Кракові.
На думку багатьох науковців, що підтверджується археологічними дослідженнями, землі Великої Хорватії поширювалися й на сучасну Буковину, на що вказують залишки їхнього міста — Ревнянське городище.
Столицею Білої Хорватії деякі українські джерела називають село Стільсько з його городищем.

## Предмет розгляду
Історія Білої Хорватії та білих хорватів до сьогодні є предметом досліджень, які проводять європейські фахівці, особливо словацькі, угорські, польські й українські історики. Не існує єдиної і узгодженої думки про значення Білої Хорватії в історії Середньовіччя. У новіші часи хорватський історик Луйо Маргетич датував прибуття хорватів на нинішні хорватські землі кінцем ХІІІ століття. Його колега-співвітчизниця Нада Клаїч прийняла радикальну гіпотезу Маргетича, а прабатьківщину хорватів окреслила межами Карантанії. Словенські історики відкинули такі гіпотези. Пізніша робота над вищезгаданими тезами привела Клаїч до перенаправлення напрямку переселення хорватів: замість з півночі на південь — з півдня на північ. Після праці хорватського мовознавця Радослава Катичича відмовилися і від такого погляду. Історик Іван Мужич на основі погляду Клаїч, точного перекладу виразу (Bijela = Stara, ne Velika) та твору Historia Salonitana і Хорватської редакції літопису попа Дуклянина (у яких назва Біла Хорватія вживається для прибережного середньовічного хорватського князівства) ототожнює Білу Хорватію з Банською Хорватією (керованою баном), яка складалася з жуп Лика, Гацка і Крбава (в районі сучасної області Лика).
Білу Хорватію не слід розглядати як якусь конкретну країну, а простір, який населяли більш чи менш пов'язані між собою слов'янські племена. Нинішня археологія, не лише польська, а й загалом європейська, опирається на зв'язок конкретних матеріальних залишків з конкретними людьми. Вважається, що матеріальна культура не відображає етнічні особливості. Хоча чеські й польські історики здебільшого заперечують існування Білої Хорватії, проте є деякі ознаки, що вказують на зв'язок цього обширу з теперішньою Хорватією. Назва хорватів згадується на широкому просторі: в Чехії навколо Праги і на півдні Польщі. Це так звана Біла Хорватія. Крім того, слово хорват згадується в Карантанії, на території сучасних Австрії і Словенії та в сучасній Україні. Там також існували такі громади, але з плином часу вони так і не перетворилися на етнічні групи
Головна причина, чому польські і чеські вчені значною мірою ігнорують існування білих хорватів, які вважаються предками сьогоднішніх хорватів, полягає, за словами фахівця Невена Будака, в тому, що в їхніх національних історіях не знайшло б масової підтримки твердження, що у створенні середньовічних чеської і польської держав брав участь хтось іще, приміром, такий як ці стародавні хорвати, які жили на тій території. Про це свідчить і велика кількість географічних назв, які асоціюються з ім'ям хорватів або назвами, схожими на багато хорватських топонімів таких як Осієк, Ямніца тощо.
В Україні, якій іноді в історіографії приписують роль «матері всіх слов'янських народів», термін білі хорвати з радістю приймається, а один із братів-засновників найдавнішої могутньої слов'янської держави — Київської Русі носив ім'я, яке шляхом мовознавчих закономірностей можна розшифрувати як хорват. Йдеться про ім'я Хорив. Цікавим є факт, наведений експертом Євгеном Пащенком, що Поліцький статут і кодекс «Руська правда», найважливіші середньовічні документи хорватів та українців відповідно, напрочуд подібні (скажімо, і там, і там згадується таке явище як верв, притаманне тільки русам і хорватам). За даними антропологічних та історичних досліджень, найбільша частина середньовічних хорватів прибули в теперішні хорватські землі з Польщі, зокрема з Балтики, а до цього вони жили на пустищах сьогоднішньої Західної України і в Карпатах, де є річки Неретва, Требишниця тощо.

## Кордони
На підставі трактату візантійського імператора Костянтина VII можна зробити висновок, що в середині Х ст. Біла Хорватія займала вздовж північних кордонів сучасної Угорщини, на заході змикаючись з Білою Сербією, а на сході її межі були доступні нападам печенігів. Біла Сербія тоді займала верхню течію Одри і доходила до витоків Вісли. Звідси випливає, що всередині Х ст. Біла Хорватія простягалася від витоків Вісли через басейн Сяну десь до середньої течії Дністра — верхньої течії Пруту, звідки могла бути доступною для нападів печенігів. На захід, за відомостями візантійця, білі хорвати висунулись недавно, тоді як море, з яким вонибули зв'язані, було Чорним морем і примірний шлях до нього тривав 30 днів. День плавання вверх по ріці прийнято рахувати 25–35 км, вниз — 80 км. Дністром, з його безліччю вигинів і поворотів, вниз за день пройти більше 50 км не вдається. Прості підрахунки показують, що за 30 днів до Чорного моря можна було добратися десь з району Перемишля. Деякі дослідники, зокрема Дюла Моравчик, під Чорним морем пропонують бачити Балтійське. Це малоймовірно, але не змінює справи: до Балтійського моря за 30 днів річковим шляхом по Сяну і Віслі теж можна добратись лише з району Перемишля. Про північні межі Білої Хорватії Костянтин VII відомостей не мав.

## Історія
Здогадку про існування окремих хорватських князівств на східних землях Великої Хорватії першим висловив Ріхард Репель. Витіснені печенігами з південних районів тиверці розселилися серед хорватів в основному на території пізнішого Теребовлянського князівства, утворюючи й спільні могильники, на яких зберегали своєрідність своїх поховань — під плитами. 
Ареали хорватів і тиверців у VIII–IX ст. були заповнені пам'ятками культури типу луки-райковецької, а до того у другій половині V–VII ст. — пам'ятками празького типу. Межа між ними дуже умовна. У III–V ст. складний карпатський симбіоз даків, слов'ян, германців і сарматів закінчився на користь слов'ян-хорватів, які у V–VI ст. почали заповнювати землі Східної Словаччини, басейну Дністра (де вони змішувалися із спорідненим сербським населенням) і Сяну, а далі вздовж Татрів і Судетів дійшли до витоків Одри і Ельби, басейну Заале і Білого Ельстеру. Так утворилася Велика Хорватія. До подібного висновку дійшов О. Майоров. Про це також свідчать балканські топоніми у Хорватії, Боснії і Герцеговині, які зберегли етнічні назви відомих прикарпатських і волинських племен: требовлян (53 назви), засян-присян (1 назва), дулібів (Dulebe, Dulepska — 2 назви), бужан (всього 8 назв), лучан (всього 10 назв), волинян ( всього 5 назв) і черв'ян ( всього 51 назва). Наймовірніше найсильнішим з князівств, які утворилися на землях карпатських хорватів, було князівство требовлян. Початково вони, напевно, займали території пізнішого Звенигородського та Теребовлянського князівств. 
Частина требовлян під тиском аварів мігрувала за Карпати (сліди міграції збереглися у топонімах Теребля, Требішів), а звідти на Балкани — до Хорватії і Боснії, де збереглося 53 топоніми з племінною назвою. В часи Святоплука Моравського західна частина князівства требовлян увійшла в орбіту Великоморавської держави і утворила окреме князівство, столиця якого Стільсько на р. Колодниці почала будуватися після падіння Великоморавської держави у кінці ІХ — на початку Х ст. На східних землях требовлян, куди під тиском печенігів відійшли тиверці, сформувалося потужне князівство з центром у Теребовлі або, навіть, два князівства з центрами у Теребовлі та Галичі. 
У Закарпатті в ІХ–Х ст. хорватський ареал розвивався вздовж долин Лаборця, Ужа і Боржави. Між районом Банської Бистриці і районом Кошиці — Пряшів по водорозділу річок на археологічній карті помітний розрив між городищами, тоді як басейн р. Лаборець, притоки Ондави, до теперішнього угорсько-українського кордону був повністю заселеним. Напевно тут проходили межі між карпатськими хорватами та спорідненими з ними словаками. 
У кінці ІХ ст. Карпати перейшли угри. Вони застали кілька окремих князівств, найпотужнішим із яких було Земплинсько-Ужанське. Боржавське і Верхньотисянське князівства поступалися йому в території і потужності городищ. Городища в Данилові і Олександрівці Хустського району, де були соляні промисли, поселення на верхній Тисі, солотвинські рудники та марамороські землі, дають всі підстави вважати і верхньотисянського князя сильним володарем. Городища у Варі, Білках і Малій Копані трохи поступаються за розмірами і потужністю укріплень городищам у Ужгороді, Земплині і Забовчі, але все ж дають уяву про силу боржавського князя. Напевно і мукачівське городище було значним, але його знищило будівництво пізнішого замку. Кожне князівство проводило власну політику, що і відбито у пізніших легендах. Існувало ще Нижньотисянське князівство, правитель якого Глад допомагав поширенню християнства у Болгарії. Потім, відступивши до Банату, завоювання цього князівства завершилося у часи короля Стефана на початку ХІ ст. Угорський вождь Алмош обійшов Верхньотисянське і Боржавське князівства та спрямував свій удар проти земплинсько-ужанського князя Лаборця. Прорвавшись з оточення після падіння Ужгорода, Лаборець втікав у Земплин. Його наздогнали в околицях с.Ластомір над р.Свіржавою. Князь потрапив у полон і був повішений. Руїни церкви на цьому місці, напевно спорудженої над його могилою, підтверджують цю легенду. Свіржава з тих пір зоветься Лаборцем. Боротьба була впертою і при штурмі Земплина загинув Алмош. Немає жодних підстав вважати, що закарпатські князівства були приєднані Володимиром Святославичем до Київської Русі.

## Князі
В історичних джерелах збереглись деякі імена князів (правителів) Білої Хорватії:
- 875—892	Лаборець
- ? — ?	Гостомил, правив до середини IX ст.
- ? — ?	Славеник, правив до кінця IX ст.
- ? — 1004	Собіслав (Собібор), правив до 1004 року, убитий поляками.

На думку Л. Войтовича, Велика Хорватія (Біла Хорватія) позбавившись аварського впливу, розташовувалася на Середньому та Верхньому Дністрі, на Закарпатті, на Сяні та вздовж Карпатських гір до верхів'їв Одри, Лаби, Сали та Білої Ельстер. Поляки, що окупували хорватські землі в районі Кракова, розділили їх на дві частини, після чого Велика Хорватія почала розпадатися. У IX столітті частина хорватських князівств до річки Стрий була включена до складу держави Велика Моравія за князя Святополка.

Незабаром після цього білі хорвати були завойовані новоствореним польським князівством. Останній із місцевих князів Собіслав був убитий поляками бл. 1004 року.

## «Біла Хорватія» на географічних картах
1742 р. Атлас «Atlas nouveau». Карта «Imperii Orientalis et Circumjacentium Regionum» (Східна Імперія за творами Константина Багрянородного, X ст.) Гійома Деліля. На карті Західна Україна та частина Поділля — MAGNA ALBA CHROBATIA (Велика Біла Хорватія), яка на сході межує з Руссю (RUSSIA). MAGNA ALBA CHROBATIA (Велика Біла Хорватія) є частиною SCLAVONIA (Славонії).
1831 р. Марія Регіна Корженьовська. Карта «POLSKA nabytki od roku 860—1333» (атлас «Atlas historyczny, genealogiczny, chronologiczny i geograficzny Polski»)На карті позначені з межами: Хорватія Велика (територія включала теперішню Східну Польщу, частину Словаччини, закерзонські українські землі, теперішнє м. Краків, північна межа — р. Західний Буг), Хорватія Червона (територія включала теперішні міста Перемишль та Галич, на сході межувала з Волинню, південна межа — р. Прут), Хорватія Закарпатська (територія Придунайської низовини, південна межа доходила до р. Дунай, північна межа — Татри та Карпати).

## Галерея

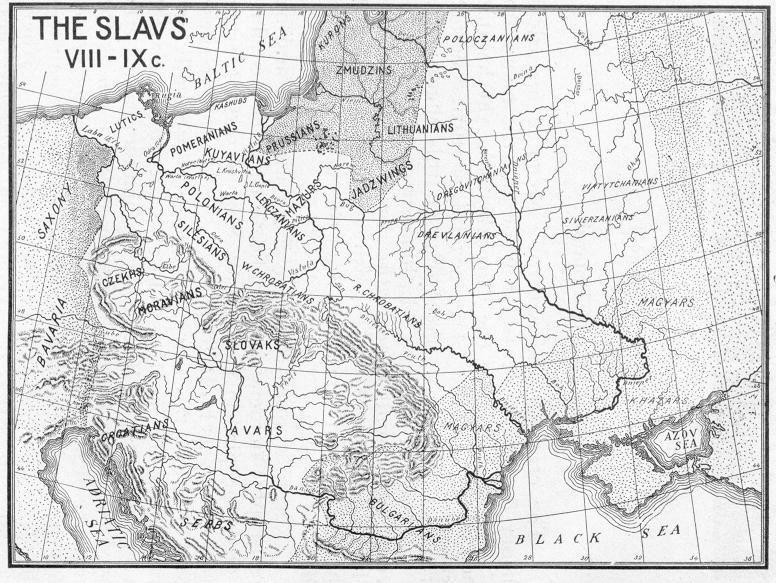
Ситуація на рубежі VIII і ІХ століть: Білі хорвати і Червоні хорвати на півночі, освоєння хорватами нової батьківщини.
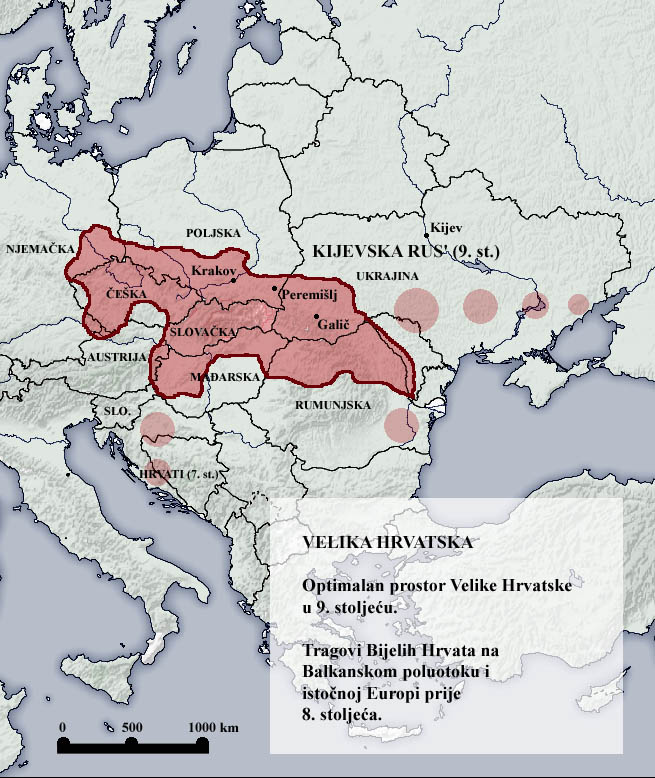
Мапа Великої Білої Хорватії, ІХ століття.
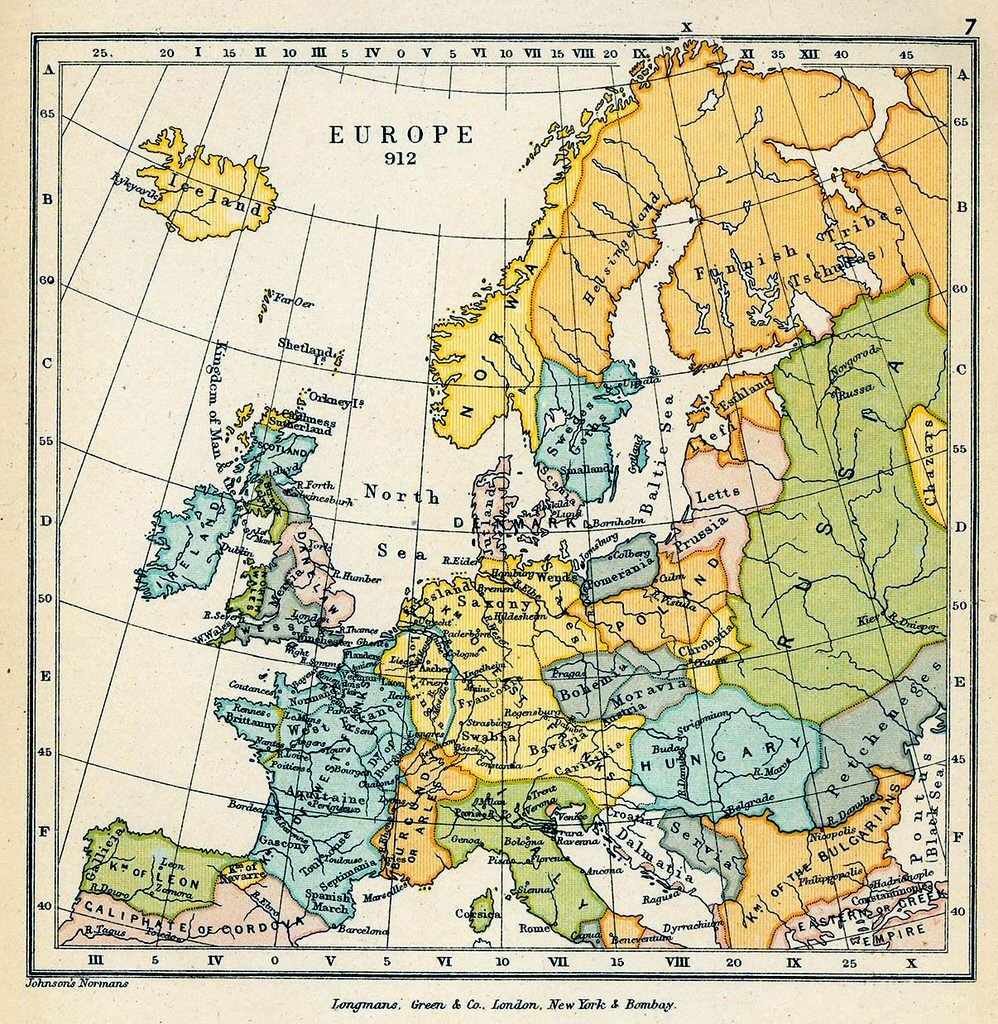
Дві Хорватії 912 року: Адріатична та закарпатська Біла Хорватія з центром у Кракові.
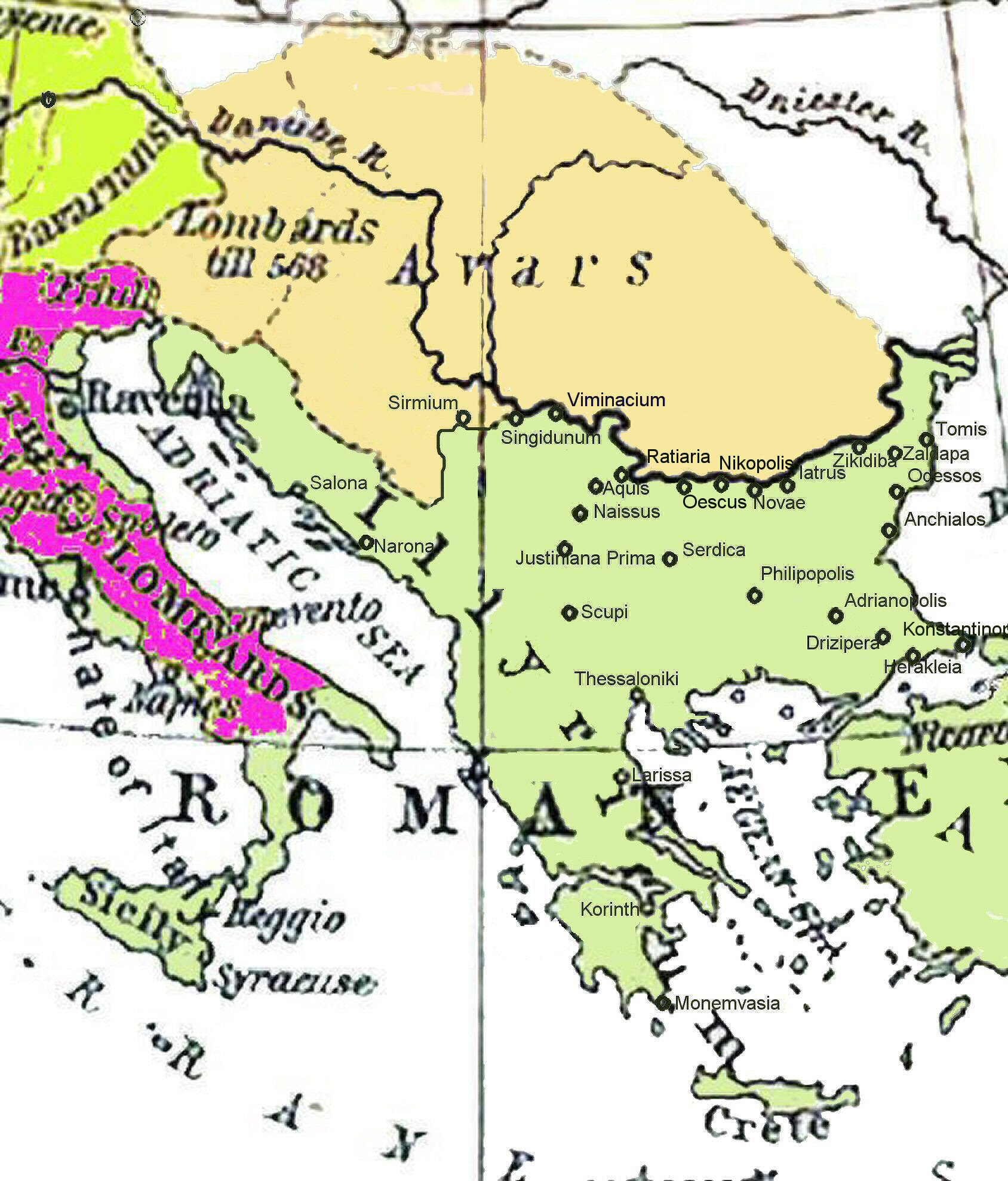
Аварський каганат відігравав ключову роль в історії цих земель і у походженні хорватів у VII–VIII сторіччях